# 말고기 파동

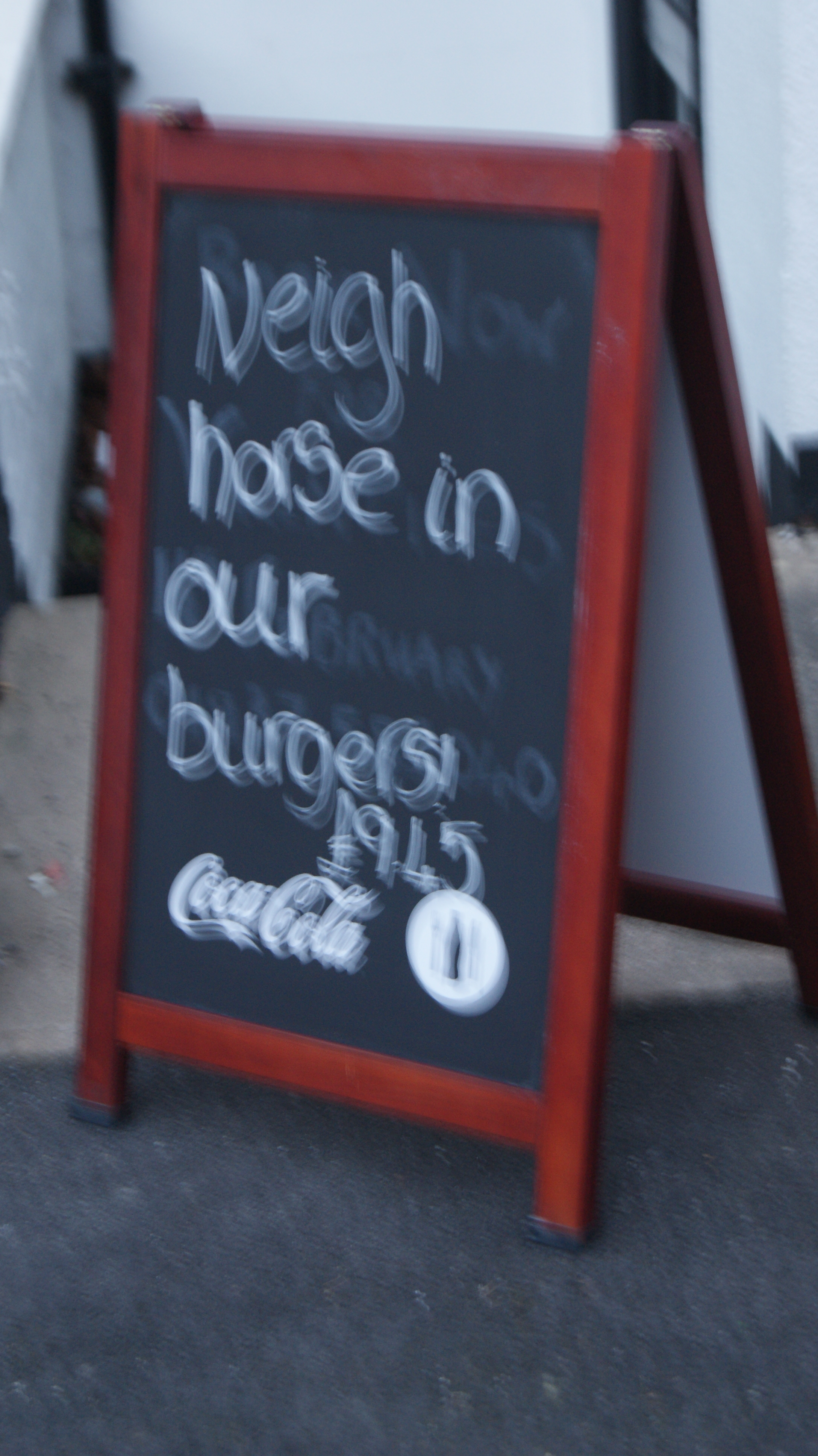

말고기 파동은 2013년 유럽 지역에서 쇠고기를 사용했다는 가공품에 말고기를 섞어 쓰고 이 사실을 알리지 않은 것이 밝혀져 생긴 문제이다.
말고기는 유럽인들이 꺼려하는 음식이기도 하고 유대인 등 종교적으로 말고기를 금하는 사람도 있어서 문제가 되고 있다.

## 같이 보기
- 광우병 문제